# Dole v dole
Dole v dole je osmé studiové album české rockové kapely Kabát. Bylo nahráváno od května do října 2003 ve studiu SONO a Nouzov. Vyšlo 14. října 2003 ve vydavatelství Monitor-EMI. V roce 2017 vyšlo album poprvé na gramofonové desce.
Autorem obalu je Martin Mišík.
Videoklip k titulní písni byl oceněn Českým slavíkem.

## Seznam skladeb
| Pořadí | Název                     | Hudba   | Text            | Délka |
| ------ | ------------------------- | ------- | --------------- | ----- |
| 1.     | Mayrau                    |         |                 | 0:51  |
| 2.     | Dole v dole               | Krulich | Špalek          | 2:28  |
| 3.     | Stará Lou                 | Váňa    | Špalek          | 3:18  |
| 4.     | Cirkusovej stan           | Váňa    | Tomáš Hajíček   | 2:30  |
| 5.     | Kalamity Jane             | Krulich | Špalek          | 3:05  |
| 6.     | Jednou nás to zabije      | Váňa    | Špalek          | 1:55  |
| 7.     | Irský hody                | Váňa    | Špalek          | 3:41  |
| 8.     | Nimrod Fábera             | Krulich | Špalek          | 2:42  |
| 9.     | Bahno                     | Váňa    | Špalek, Hájíček | 2:50  |
| 10.    | Elvis                     | Krulich | Špalek          | 3:28  |
| 11.    | Frau Vogelrauch           | Krulich | Špalek          | 2:14  |
| 12.    | Shořel náš dům            | Špalek  | Špalek          | 3:04  |
| 13.    | Kdo si nechce hubu spálit | Váňa    | Špalek          | 3:19  |

## Obsazení
Kabát:
- Josef Vojtek – zpěv
- Ota Váňa – kytara, zpěv
- Tomáš Krulich – kytara, zpěv
- Milan Špalek – baskytara, zpěv
- Radek Hurčík – bicí, zpěv

Ostatní hudebníci:
- Tomáš Hajíček – sbor (9)
- Luboš Malina – banjo, flétna (7)
- Divokej Bill – doprovodné vokály (5)
- Milan Cimfe – perkuse, programování

Technická podpora:
- Milan Cimfe – produkce, nahrávání, mix
- Radek Havlíček – produkce
- Roman Šoltys – asistent
- Samuel Pospíšil – asistent